# 1919-es izlandi labdarúgó-bajnokság (első osztály)
Az Úrvalsdeild 1919-es szezonja volt a bajnokság nyolcadik kiírása. A bajnokságban négy csapat vett részt, a győztes a KR lett. Ez volt a klub második bajnoki címe.

## Végeredmény
| # | Csapat   | M | Gy | D | V | RG | KG | GK  | P |
| - | -------- | - | -- | - | - | -- | -- | --- | - |
| 1 | KR       | 3 | 2  | 1 | 0 | 5  | 2  | +3  | 5 |
| 2 | Fram     | 3 | 2  | 0 | 1 | 13 | 4  | +9  | 4 |
| 3 | Víkingur | 3 | 1  | 1 | 1 | 1  | 2  | -1  | 3 |
| 4 | Valur    | 3 | 0  | 0 | 3 | 0  | 11 | -11 | 0 |